# 임지훈 (1980년)
임지훈(1980년 ~ )은 대한민국의 기업인이다. KAIST 산업공학과를 2003년 최우수로 졸업한 후 NHN 전략매니저, 보스턴컨설팅그룹 컨설턴트, 케이큐브벤처스 대표이사를 거쳐 2015년 8월 카카오 대표이사로 선임되었다.

## 경력
- 카카오 대표(2015. 08 ~ 2018.01.24)
- 케이큐브벤처스 대표이사
- 소프트뱅크벤처스 수석심사역
- 보스턴컨설팅그룹 컨설턴트
- NHN 전략매니저
- 액센츄어 애널리스트